# CV-43
La CV-43 o Ronda Norte de Alcira (en valenciano y oficialmente Ronda Nord d'Alzira) es una carretera autonómica valenciana que circunvala la ciudad de Alcira. Pertenece a la Red Autonómica de Carreteras de la Comunidad Valenciana.

## Nomenclatura

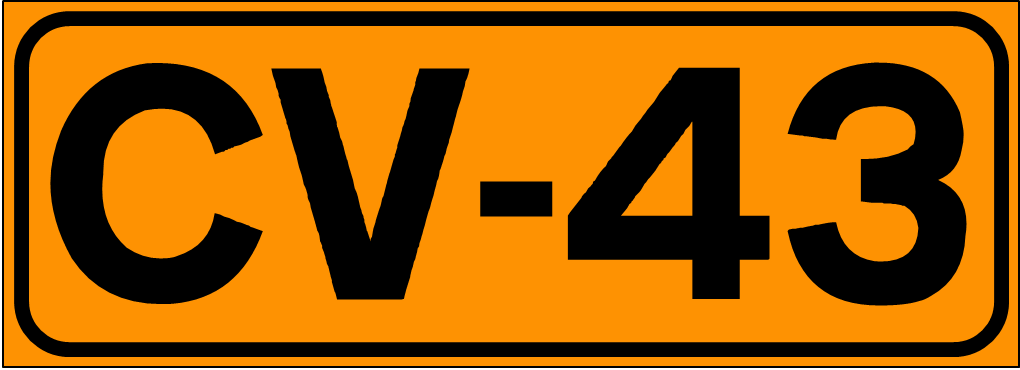
Indicador

La CV-43 es una carretera autonómica que pertenece a la Red de carreteras de la Comunidad Valenciana pone en conexión las diversas carreteras que entran en la población de Alcira por el norte. Las carreteras con las que enlaza son CV-50, CV-42, CV-505 y la CV-510.

## Historia
La CV-43 es una carretera autonómica de nueva construcción, anteriormente no existía.

## Trazado Actual
La CV-43 inicia su recorrido en el enlace con la CV-50 (Tabernes de Valldigna - Liria), se dirige hacia el este enlazando con la CV-42 que une Alcira con Almusafes, prosigue su recorrido por el norte de la localidad de Alcira hasta llegar a la Partida de Tulell donde enlaza con las carreteras CV-505 que se dirige a Sueca y con la CV-510 que se dirige a Corbera, Llaurí, Favareta y Cullera, y aquí pone fin a su recorrido.
- Datos: Q5737657